# L'Homme propose, Dieu dispose
L'Homme propose, Dieu dispose – en anglais Man Proposes, God Disposes – est un tableau du peintre britannique Edwin Landseer réalisé en 1864. Cette huile sur toile représente deux ours polaires s'acharnant contre les débris d'un voilier pris dans des glaces, une vision macabre de l'artiste s'imaginant le sort de l'expédition Franklin perdue dans l'Arctique en 1845. Conservée au Royal Holloway, un collège de l'université de Londres, la peinture fait l'objet d'une superstition estudiantine qui veut qu'elle porterait malheur à qui s'assied pour la regarder, le poussant au suicide ou le faisant échouer ses études. Par tradition, elle est dès lors recouverte de l'Union Jack pendant les examens.